# Vasily Dmitryevich Fedorov
Vasily Dmitryevich Fedorov (tiếng Nga: Василий Дмитриевич Фёдоров, 23 tháng 2 năm 1918 – 19 tháng 4 năm 1984) – nhà văn, nhà thơ Nga Xô Viết.

## Tiểu sử
Vasily Fedorov sinh ở Kemerovo, là con thứ 9 trong một gia đình công nhân đông con. Tuổi thơ và tuổi trẻ sống ở làng quê. Làm việc ở nông trường rồi vào học trường trung cấp hàng không ở Novosibirsk. Năm 1938 tốt nghiệp trường trung cấp hàng không được phân công đến làm việc ở nhà máy chế tạo máy bay Yarkutsk. Từ năm 1938 đến năm 1947 liên tục làm việc ở các nhà máy vùng Siberia. Năm 1939 in một số bài thơ ở báo Sự thật thanh niên của tỉnh. Sau đó tiếp tục in thơ ở các tạp chí vùng Siberia. Năm 1944 vào học hệ tại chức trường viết văn Maxim Gorky. Sự làm quen với Aleksandr Tvardovsky và sự đánh giá cao của dư luận về trường ca mới nhất lúc đó Марьевская летопись đã giúp cho Vasily Fedorov được chuyển sang hệ chính quy. Năm 1947 in cuốn sách đầu tiên: Лирическая трилогия. Năm 1950 ông tốt nghiệp trường viết văn M. Gorky. Năm 1955 in quyển sách thứ 2: Лесные родники. Hai tác phẩm: Третьи петухи và Седьмое небо được tặng Giải thưởng mang tên M. Gorky của Liên bang Nga năm 1968.
Thơ trữ tình của Vasily Fedorov không chỉ nổi tiếng ở Nga mà cả ở nhiều nước khác. Ông được tặng 2 huân chương Cờ đỏ và 1 huân chương Cách mạng Tháng Mười. Năm 1979 ông được tặng Giải thưởng Nhà nước Liên Xô. Vasily Fedorov mất ngày 19 tháng 4 năm 1984.
Tỉnh Kemerovo đã thành lập giải thưởng Vasily Fedorov để trao cho các nhà thơ trẻ tài năng của vùng Siberia. Ở làng quê của ông người ta đã lập bảo tàng về ông.

## Tác phẩm
- Лирическая трилогия, 1947
- Лесные родники, 1955
- Марьевские звезды, 1955
- Зрелость, 1953
- Добровольцы, 1955
- Ленинский подарок, 1954
- Дикий мед, 1958
- Белая роща, 1958
- Третьи петухи, 1966 год
- Седьмое небо, 1967
- Проданная Венера»(1958),
- Женитьба Дон-Жуана, 1977

## Một số bài thơ
| Phụ nữ và cái chết Nghe đã quen Như trong cổ tích Những người phụ nữ bỏ ta đi mất. Họ ra đi Và mang theo mình Vẻ lạnh lùng Của biết bao đôi mắt. Một thuở dịu dàng Say đắm, yêu thương Đã từng lâu lắm Ta say đắm, ngất ngư. Thế mà chẳng lẽ Trong con người kia Không còn một giọt nhỏ Một giọt rượu của ta? Yêu làm gì? Đau khổ để làm gì? Đôi mắt người khác Nhìn vào để làm chi? Than ôi! Trí tuệ không hiểu ra Hai điều bí mật: Phụ nữ và cái chết! Say tình Cơn say tình Với tôi dễ thương và thân thiết Nhưng thật buồn cười Cho một người Chàng đào hoa này đã lập Một danh sách dài Những chiến tích Những "tình yêu". Marina Nina Sasha Masha. Tuy thế Những khi gặp gỡ Giống như gặp gỡ của chim Với người này tất cả Vẫn là một người như thế Được nhân lên thành Một trăm phụ nữ. Tôi mừng vui khôn xiết Vì tôi có một niềm vui khác Số phận của tôi Không giống với người: Thay đổi Nhưng không đổi thay Cả một trăm người phụ nữ Tôi thấy trong một người. Giá như Ta là Thượng đế Thì ta sẽ Biết được điều là Ta tạo ra phụ nữ. Giá như Ta là nhà điêu khắc Thì ta sẽ gọt Từ đá trắng tạo ra Một người phụ nữ! Giá như Phẩm màu được người cho Thì ta đã vẽ Bằng bút lông của ta Một người phụ nữ! Nhưng Không phải cái người phụ nữ xưa đã từng Cũng không phải người phụ nữ đã trở thành Người vợ! Bản dịch của NGuyễn Viết Thắng | Знакомо,…. Знакомо, Как старинный сказ, Уходят женщины от нас. Они уходят И уносят Холодный блеск Холодных глаз. Была нежна И влюблена, Была так долго Мной пьяна. Так неужель В ней не осталось Ни капли Моего вина? Зачем любить? Зачем гореть? Зачем в глаза Другой глядеть? Увы! Уму непостижимы Две тайны: Женщина и смерть! Угар любви Мне мил и близок, Но как смешон Тот сердцеед, Что составляет Длинный список Своих "любвей", Своих побед. Марина, Нина, Саша, Маша. Меж тем При встречах, Как у птиц, Была с ним Все одна и та же, Размноженная На сто лиц. Мне радость Выпала иная, Мне жребий Выдался иной: Меняясь, Но не изменяя, Сто женщин Видел я в одной. Если б Богом я был, То и знал бы, Что творил Женщину! Если б Скульптором стал, Высек бы Из белых скал Женщину! Если б Краски мне дались, Рисовала б Моя кисть Женщину! Но Не бывшую со мной И не ставшую женой Женщину! |